# كولبس أحمر غربي
كولبس أحمر غربي (الاسم العلمي: Piliocolobus badius) (بالإنجليزية: Western Red Colobus)‏ هو نوع من الحيوانات يتبع جنس الكولبس الأحمر من فصيلة سعادين العالم القديم.